# STX7
STX7‏ (Syntaxin 7) هوَ بروتين يُشَفر بواسطة جين STX7 في الإنسان.